# 2012年のJリーグ ディビジョン2
- 日本プロサッカーリーグ  > Jリーグ ディビジョン2 > 2012年のJリーグ ディビジョン2
- 2012年のスポーツ  >  2012年のサッカー  >  2012年のJリーグ  > 2012年のJリーグ ディビジョン2

この項目では、2012年シーズンのJリーグ ディビジョン2（J2）について述べる。

## 2012年シーズンのJ2のクラブ
2012年シーズンのJ2のクラブ数は2チーム増えて22。Jリーグ ディビジョン1 (J1) 16位ヴァンフォーレ甲府と17位アビスパ福岡が2010年シーズン以来2シーズンぶりのJ2降格。
18位モンテディオ山形は2008年シーズン以来4シーズンでのJ2降格。一方、前シーズンのJFL所属の準加盟クラブからFC町田ゼルビアと松本山雅FCのJ2参入（昇格）が2011年12月13日のJリーグ臨時理事会で承認された。
| チーム名               | 監督                       | 所在 都道府県 | ホームスタジアム                                            | 前年成績 |
| ---------------------- | -------------------------- | ------------- | ----------------------------------------------------------- | -------- |
| モンテディオ山形       | 奥野僚右                   | 山形県        | NDソフトスタジアム山形                                      | J1 18位  |
| 水戸ホーリーホック     | 柱谷哲二                   | 茨城県        | ケーズデンキスタジアム水戸                                  | J2 17位  |
| 栃木SC                 | 松田浩                     | 栃木県        | 栃木県グリーンスタジアム                                    | J2 10位  |
| ザスパ草津             | 副島博志                   | 群馬県        | 正田醤油スタジアム群馬                                      | J2 9位   |
| ジェフユナイテッド千葉 | 木山隆之                   | 千葉県        | フクダ電子アリーナ                                          | J2 6位   |
| 東京ヴェルディ         | 川勝良一                   | 東京都        | 味の素スタジアム                                            | J2 5位   |
| FC町田ゼルビア         | オズワルド・アルディレス   | 東京都        | 町田市立陸上競技場                                          | JFL 3位  |
| 横浜FC                 | 岸野靖之                   | 神奈川県      | ニッパツ三ツ沢球技場                                        | J2 18位  |
| 湘南ベルマーレ         | 曺貴裁                     | 神奈川県      | Shonan BMW スタジアム平塚                                   | J2 14位  |
| ヴァンフォーレ甲府     | 城福浩                     | 山梨県        | 山梨中銀スタジアム                                          | J1 16位  |
| 松本山雅FC             | 反町康治                   | 長野県        | 松本平広域公園総合球技場（アルウィン）                      | JFL 4位  |
| カターレ富山           | 安間貴義                   | 富山県        | 富山県総合運動公園陸上競技場                                | J2 16位  |
| FC岐阜                 | 行徳浩二                   | 岐阜県        | 岐阜メモリアルセンター長良川競技場                          | J2 20位  |
| 京都サンガF.C.         | 大木武                     | 京都府        | 京都市西京極総合運動公園陸上競技場兼球技場                  | J2 7位   |
| ガイナーレ鳥取         | 吉澤英生                   | 鳥取県        | とりぎんバードスタジアム                                    | J2 19位  |
| ファジアーノ岡山       | 影山雅永                   | 岡山県        | kankoスタジアム                                             | J2 13位  |
| 徳島ヴォルティス       | 小林伸二                   | 徳島県        | 鳴門・大塚スポーツパークポカリスエットスタジアム            | J2 4位   |
| 愛媛FC                 | イヴィッツァ・バルバリッチ | 愛媛県        | ニンジニアスタジアム                                        | J2 15位  |
| アビスパ福岡           | 前田浩二                   | 福岡県        | レベルファイブスタジアム                                    | J1 17位  |
| ギラヴァンツ北九州     | 三浦泰年                   | 福岡県        | 北九州市立本城陸上競技場                                    | J2 8位   |
| ロアッソ熊本           | 高木琢也                   | 熊本県        | 熊本県民総合運動公園陸上競技場（KKWING） 熊本市水前寺競技場 | J2 11位  |
| 大分トリニータ         | 田坂和昭                   | 大分県        | 大分銀行ドーム                                              | J2 12位  |

- 監督については開幕時点のもの

## 監督交代
特記なき場合、監督代行はトップチームのヘッドコーチが務めている。
| チーム名       | 前監督   | 退任日   | 監督代行   | 新監督     | 就任日  | 備考             |
| -------------- | -------- | -------- | ---------- | ---------- | ------- | ---------------- |
| 横浜FC         | 岸野靖之 | 3月18日  | 田口貴寛   | 山口素弘   | 3月21日 | 外部からの招聘   |
| 東京ヴェルディ | 川勝良一 | 9月6日   | 高橋真一郎 | 高橋真一郎 | 9月11日 | コーチからの昇格 |
| アビスパ福岡   | 前田浩二 | 10月29日 | 池田太     | -          | -       | 新監督を招聘せず |

## レギュレーションの変更点
今期のJ2は、シーズン後の入れ替え制度に関して大きなレギュレーション変更があった。
J1とJ2の入れ替え

J1からの降格についてはこれまで通りJ1年間順位下位3クラブが自動降格することとなっているが、3クラブ目の昇格枠については、新たに導入されるJ1昇格プレーオフ（J2年間順位の3位から6位の最大4チームによるトーナメント方式）にて決定される。
なお、2013年から導入のクラブライセンス制度にあわせ、J1昇格プレーオフには「J1ライセンス」（J1参加資格）を有するクラブ以外は参加できないことがJリーグ側からのニュースリリースに明記されている。
2012年のJ1昇格プレーオフ決勝（中立地開催）は11月23日に国立競技場で行われることが発表されている。
J2とJFLの入れ替え

町田と松本の昇格（J2参入）により、2008年に「J2リーグの将来像」として想定していた「J2最大22クラブ」の上限 に到達したことから、ポストシーズンに日本フットボールリーグ (JFL) との入れ替え制度が実施されることになり、2012年1月17日に正式決定したとJリーグから発表された。
具体的には、J2参入資格を持つJリーグ準会員がJFLにおいて1位となった場合にはJ2の最下位（22位）と自動入れ替え、Jリーグ準会員が2位になった場合はJ2の最下位（最下位が自動入れ替え対象となった場合には21位）と入れ替え戦（J2・JFL入れ替え戦）を実施するというものである。これにより、J2ならびにJFLの成績次第では、最大で2チームが入れ替え（J2からの降格およびJFLからの昇格）となることとなった。
今シーズン入れ替え戦が行われる場合には、11月25日・12月2日にホーム・アンド・アウェー方式で開催される予定だった。

## スケジュール
J2は2012年3月4日に開幕・11月11日閉幕の全42節・462試合で行われる。中断期間はなく、ほぼ毎週日曜日に開催され、曜日分散開催がなくなった。J1昇格プレーオフは全日程終了後の2週間（11月18日・11月23日）で行われる。
J1昇格プレーオフの日程を確保するため、リーグ開催時期が2003年シーズン以来9年ぶりにJ1とJ2でずれることになった。

## リーグ概要
開幕後、まずは曺貴裁新体制を迎えた湘南が、開幕から9試合無敗（8勝1分け）と好調なスタートを見せ、第3節から第12節にかけて首位に立った。しかし湘南は第10節で初の敗戦を喫すると、そこから逆に8試合未勝利と調子を崩し、代わって13節には山形が首位に立つ。だが山形もそのまま抜け出すことは出来ず、第16節には京都が首位に浮上。17，18節と山形が再び首位に立つが、19節には千葉に首位交代。以後20節に東京V、21節に山形、22節に東京V、23節に大分、24節に千葉、25節に東京V、26節に甲府と、上位戦線は8試合連続で首位が入れ替わる前代未聞の混戦に発展した。
この混戦から抜け出したのは、第26節で初の首位に立った、城福浩率いる甲府だった。得点王となったエースストライカーのダヴィを中心に、中盤戦に入って一気に調子を上げた甲府は、この節以降一度も首位を譲ることなく、2位以下を引き離して独走。第38節に2位で追っていた湘南と引き分けたことで、4試合を残して1年でのJ1復帰が確定。第18節での敗戦を最後に一度も負けることがなく、24試合連続無敗（16勝8分け）というJ2新記録も達成した。
残る一つの自動昇格枠とプレーオフ進出圏を巡る争いは、首位を経験した湘南、山形、京都、千葉、東京V、大分、開幕から常に中位を維持してきた岡山や栃木、さらにシーズン当初は低迷しながら後半戦に入り猛追してきた横浜FCや松本なども加え、最後までもつれる混戦となった。終盤戦を前に、岡山、栃木、山形などが及ばずに脱落。第41節には、5位と7位の天王山となった試合を5位の横浜FCが制し、7位の東京Vもプレーオフ進出の可能性が消滅。1試合を残して、プレーオフ圏内の6位以上は京都、湘南、大分、横浜FC、千葉の5チームで確定し、そのうち千葉を除く4チームが自動昇格枠の2位になる可能性を残して最終節を迎えた。
迎えた最終節、2位の京都は既に昇格を決めていた甲府に痛恨の引き分けを喫し、3位に転落。代わって町田に勝利した湘南が2位に浮上し、3年ぶりのJ1昇格を確定させた。プレーオフ圏の最終順位は3位京都、4位横浜FC、5位千葉、6位大分で確定。横浜FCは、第5節時点では最下位に低迷しながら急浮上してのプレーオフ進出となった。
一方、史上初となるJ2残留を賭けた下位戦線は、JFLに所属するJリーグ準会員の中で長崎のみがJ2ライセンスを交付されたことで、最下位の1チームのみに降格の可能性が生まれる状況となった。前半戦から、参入1年目の町田に加え、富山、鳥取、岐阜などが下位に低迷。最終節にこの4チームが降格の可能性を残した。町田は第35節で富山、第40節で岐阜との直接対決に勝利するなど最後まで粘ったものの、最終節で湘南に敗れ、最下位が確定。その後長崎がJFLで優勝しJリーグ参入を認められたことにより、1年でのJFL降格が決定した。
その他のチームでは、J参入4年目で初の1桁順位となる8位に躍進した岡山、J1ライセンスが交付されず、昇格が認められない状況下で2年連続の1桁順位を確保した北九州、参入1年目ながらも後半戦はわずか4敗でプレーオフ圏争いにも絡み、12位に食い込んだ松本などの奮戦が目を引いた。一方、前年にあと一歩で昇格を逃した徳島、1年でのJ1復帰を目指した福岡はそろって大苦戦し、それぞれ15位、18位に沈んだ。

## 順位表
| 順 | チーム                     | 試 | 勝 | 分 | 敗 | 得 | 失 | 差  | 点 | 出場権または降格                   |
| -- | -------------------------- | -- | -- | -- | -- | -- | -- | --- | -- | ---------------------------------- |
| 1  | ヴァンフォーレ甲府 (C) (P) | 42 | 24 | 14 | 4  | 63 | 35 | +28 | 86 | Jリーグ ディビジョン1 2013へ昇格 1 |
| 2  | 湘南ベルマーレ (P)         | 42 | 20 | 15 | 7  | 66 | 43 | +23 | 75 | Jリーグ ディビジョン1 2013へ昇格 1 |
| 3  | 京都サンガF.C.             | 42 | 23 | 5  | 14 | 61 | 45 | +16 | 74 | J1昇格プレーオフに出場 1           |
| 4  | 横浜FC                     | 42 | 22 | 7  | 13 | 62 | 45 | +17 | 73 | J1昇格プレーオフに出場 1           |
| 5  | ジェフユナイテッド千葉     | 42 | 21 | 9  | 12 | 61 | 33 | +28 | 72 | J1昇格プレーオフに出場 1           |
| 6  | 大分トリニータ (O) (P)     | 42 | 21 | 8  | 13 | 59 | 40 | +19 | 71 | J1昇格プレーオフに出場 1           |
| 7  | 東京ヴェルディ             | 42 | 20 | 6  | 16 | 65 | 46 | +19 | 66 |                                    |
| 8  | ファジアーノ岡山           | 42 | 17 | 14 | 11 | 41 | 34 | +7  | 65 |                                    |
| 9  | ギラヴァンツ北九州         | 42 | 19 | 7  | 16 | 53 | 47 | +6  | 64 |                                    |
| 10 | モンテディオ山形           | 42 | 16 | 13 | 13 | 51 | 49 | +2  | 61 |                                    |
| 11 | 栃木SC                     | 42 | 17 | 9  | 16 | 50 | 49 | +1  | 60 |                                    |
| 12 | 松本山雅FC                 | 42 | 15 | 14 | 13 | 46 | 43 | +3  | 59 |                                    |
| 13 | 水戸ホーリーホック         | 42 | 15 | 11 | 16 | 47 | 49 | −2  | 56 |                                    |
| 14 | ロアッソ熊本               | 42 | 15 | 10 | 17 | 40 | 48 | −8  | 55 |                                    |
| 15 | 徳島ヴォルティス           | 42 | 13 | 12 | 17 | 45 | 49 | −4  | 51 |                                    |
| 16 | 愛媛FC                     | 42 | 12 | 14 | 16 | 47 | 46 | +1  | 50 |                                    |
| 17 | ザスパ草津                 | 42 | 12 | 11 | 19 | 31 | 45 | −14 | 47 |                                    |
| 18 | アビスパ福岡               | 42 | 9  | 14 | 19 | 53 | 68 | −15 | 41 |                                    |
| 19 | カターレ富山               | 42 | 9  | 11 | 22 | 38 | 59 | −21 | 38 |                                    |
| 20 | ガイナーレ鳥取             | 42 | 11 | 5  | 26 | 33 | 78 | −45 | 38 |                                    |
| 21 | FC岐阜                     | 42 | 7  | 14 | 21 | 27 | 55 | −28 | 35 |                                    |
| 22 | FC町田ゼルビア (R)         | 42 | 7  | 11 | 24 | 34 | 67 | −33 | 32 | JFL2013へ降格                      |

最終更新は2013年11月24日の試合終了時
出典: J. League Data Site
順位の決定基準: 1. 勝点; 2. 得失点差; 3. 得点数.
1 J1ライセンスを保有するクラブのみ、J1自動昇格（上位2チーム）、プレーオフ参加（3-6位）可。

### 戦績表
Jリーグ公式記録

## 得点ランキング
| 順位 | 選手     | 所属                   | 得点 |
| ---- | -------- | ---------------------- | ---- |
| 1    | ダヴィ   | ヴァンフォーレ甲府     | 32   |
| T2   | 阿部拓馬 | 東京ヴェルディ         | 18   |
| T2   | 川又堅碁 | ファジアーノ岡山       | 18   |
| 4    | 藤田祥史 | ジェフユナイテッド千葉 | 15   |
| T5   | 中村充孝 | 京都サンガF.C.         | 14   |
| T5   | 有田光希 | 愛媛FC                 | 14   |
| T5   | 端戸仁   | ギラヴァンツ北九州     | 14   |
| T5   | 武富孝介 | ロアッソ熊本           | 14   |
| T5   | 森島康仁 | 大分トリニータ         | 14   |
| T5   | 三平和司 | 大分トリニータ         | 14   |

## J2 Exciting 22
事前にファンの投票により各クラブの最高得票者1名が「J2 Exciting 22」としてノミネートされる。その22名の中から当日のJリーグアウォーズ観覧者の投票によってもっとも多くの票を集めた選手がJ2 Most Exciting Playerに選ばれる。

町田と松本が昇格しクラブ数が22となったので今シーズンからJ2 Exciting 22となった。
| 所属クラブ             | 選手名             | ポジション | 受賞回数     |
| ---------------------- | ------------------ | ---------- | ------------ |
| モンテディオ山形       | 宮阪政樹           | MF         | 初           |
| 水戸ホーリーホック     | 橋本晃司           | MF         | 初           |
| 栃木SC                 | 廣瀬浩二           | MF         | 初           |
| ザスパ草津             | 熊林親吾           | MF         | 2年連続2回目 |
| ジェフユナイテッド千葉 | 山口智             | DF         | 初           |
| 東京ヴェルディ         | 阿部拓馬           | MF         | 2年連続2回目 |
| FC町田ゼルビア         | 田代真一           | DF         | 2年連続2回目 |
| 横浜FC                 | シュナイダー潤之介 | GK         | 初           |
| 湘南ベルマーレ         | 遠藤航             | DF         | 初           |
| ヴァンフォーレ甲府     | 山本英臣           | DF         | 初           |
| 松本山雅FC             | 船山貴之           | FW         | 初           |
| カターレ富山           | ソ ヨンドク        | MF         | 初           |
| FC岐阜                 | 服部年宏           | MF         | 2年連続2回目 |
| 京都サンガF.C.         | 中村充孝           | MF         | 初           |
| ガイナーレ鳥取         | 美尾敦             | MF         | 初           |
| ファジアーノ岡山       | 川又堅碁           | FW         | 初           |
| 徳島ヴォルティス       | オ スンフン        | GK         | 初           |
| 愛媛FC                 | 前野貴徳           | DF         | 初           |
| アビスパ福岡           | 城後寿             | FW         | 初           |
| ギラヴァンツ北九州     | 端戸仁             | FW         | 初           |
| ロアッソ熊本           | 武富孝介           | MF         | 初           |
| 大分トリニータ         | 三平和司           | FW         | 初           |

### J2 Most Exciting Player
| 所属クラブ             | 選手名 | ポジション | 受賞回数 |
| ---------------------- | ------ | ---------- | -------- |
| ジェフユナイテッド千葉 | 山口智 | DF         | 初       |

優勝クラブ以外から選ばれたのは初めて。また、来シーズン昇格しないクラブから選ばれたのも初めて。

ジェフユナイテッド千葉所属選手の受賞は初めて。

DFの受賞は2年連続。